# Nevyužité koncepce misí programu Apollo

## Jednosměrná letenka
Součástí tohoto konceptu se měl stát jeden velice motivovaný astronaut, který by odletěl na měsíc, kde by prováděl vědecký výzkum, doufajíc, že NASA vyvine metodu, jak ho vrátit zpátky na Zemi. Tato varianta měla tu „výhodu“, že by astronaut mohl pracovat na Měsíci tak dlouho, dokud by se dařilo posílat jeho směrem zásobovací lodě. Další výhoda by zřejmě spočívala v tom, že NASA by měla praktickou motivaci systém návratu vyvinout. Zastánci této metody navíc argumentovali tím, že to bude „levnější, rychlejší a možná jediný způsob jak porazit Rusy“.[zdroj?]

## Setkání na povrchu Měsíce ( LSR - Lunar Surface Rendezvous )
Tato metoda počítá se dvěma starty v krátkém sledu za sebou. První přistane na Měsíci nepilotovaná loď, která ponese zásoby paliva, případně vědecké vybavení. Následně v její blízkosti přistane menší, pilotovaný modul, který z ní bude schopen přečerpat palivo. Tento způsob provedení vyžaduje přesné navedení na přistání. Dále je nutná tzv. EVA (Extra-Vehicular Activity), neboli výstup astronautů mimo loď, respektive na povrch měsíce a provedení přečerpání paliva do svého, teď už návratového modulu. Výhoda této varianty spočívá v použití dvou menších nosičů, a tedy i vynášeného nákladu. Nevýhodou je naopak nutnost přesného přistání, případně nutnost vynuceného přistání i za situace, kdy se během letu k Měsíci vyskytnou potíže. LSR bylo poměrně dlouho na seznamu nejvhodnějších kandidátů profilu měsíční mise, přestože pro některé vědecké pracovníky bylo naprosto nepochopitelné, jak může někdo vážně zvažovat scénář, ve kterém mají astronauté přistát v lodi, která vyčerpá své palivo už jenom cestou na Měsíc a následně se pokusí přistát u „naváděcího majáku“ v podobě automatické sondy Surveyor doufajíc, že zásoba paliva bude někde v dosahu.

## Přímý let (Direct Ascent)

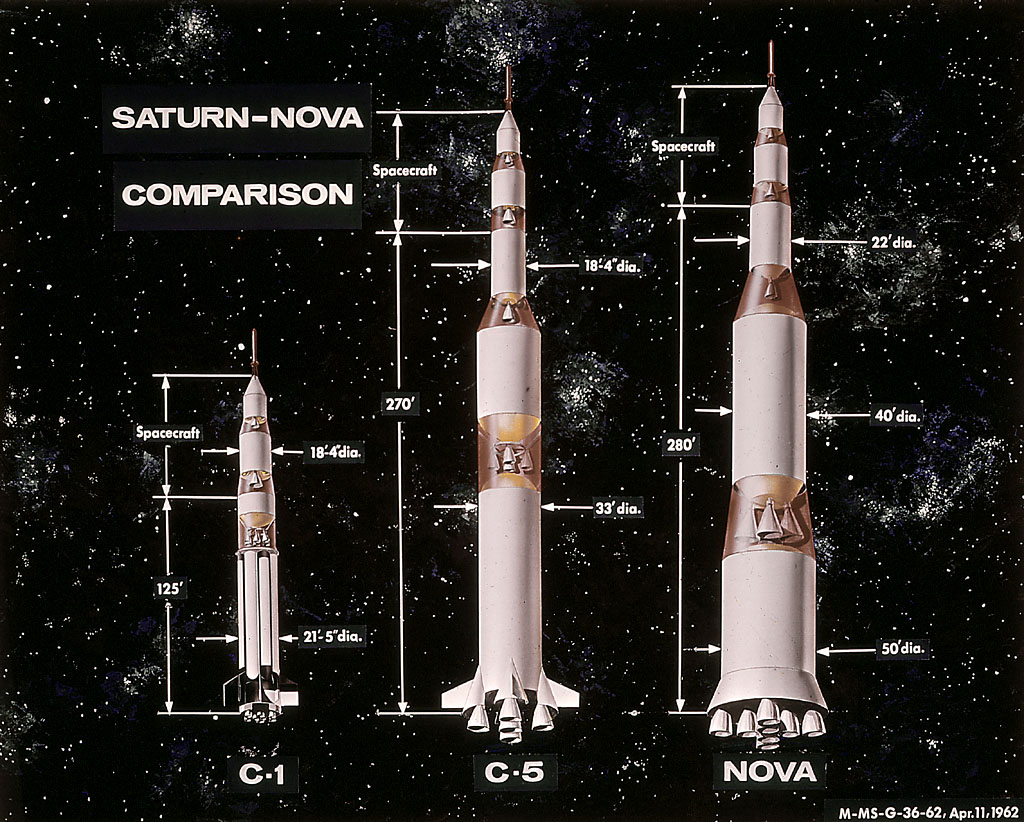
Porovnání raket typu Saturn a Nova. Saturn verze C-5 se stal nosičem vynášejícím k Měsíci výpravy Apollo.

Na začátku května 1961 začínalo být pravděpodobné, že prezident Kennedy schválí vyslání Američanů na Měsíc. Přidružený administrátor NASA Robert Seamans požádal jednoho ze svých spolupracovníků – Williama Flaminga, aby vytvořil skupinu, zabývající se podrobněji otázkou uskutečnitelnosti a časové náročnosti přistání na Měsíci. Tato skupina zvažovala pouze variantu nazvanou Direct Ascent (DA), která počítala s jedním startem obrovské rakety Nova. Tato raketa by byla natolik silná, že by dokázala vynést kosmickou loď, která by v jednom kuse přistála na povrchu Měsíce, ze kterého by po určité době odstartovala zpět – opět v jednom kuse, případně jen její návratová část. V obou případech by ale na povrchu Měsíce přistávala s palivem, potřebným k návratu na Zemi. Direct Ascent následně představoval pro NASA základní způsob cesty na Měsíc a veškeré plánování mu bylo prozatím podřízeno.
Robert Seamans, nicméně pochopil, že existují i způsoby navedení k Měsíci, obsahující spojení dvou a více kosmických lodí ve vesmíru. Stejného dne, kdy Kennedy oznámil svoji výzvu, požádal Seamans Bruce Lundina (Vedoucí vývoje v NASA Lewis Research Center), aby utvořil další poradní skupinu, která bude podrobně zkoumat různé typy rendezvous, jako způsoby umožňující cestu na měsíc.

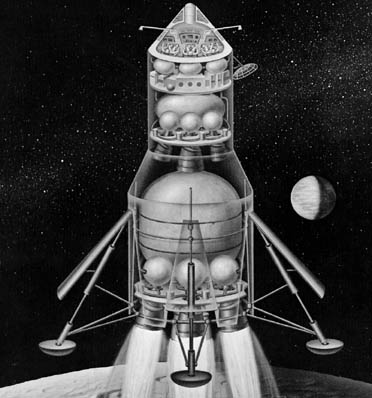
Původní návrh přistávacího modulu pro přistání metodou DA

Lundin byl v zásadě proti přímému letu k Měsíci. Důvodem byly enormní požadavky na výkon nosiče, nicméně hlavní raketový konstruktér Wernher von Braun zastával názor, že není potřeba nejprve přejít na oběžnou dráhu Měsíce, pokud na něm chcete přistát. Stejný názor zastával i Dr. Pickering (ředitel NASA Jet propulsion laboratory – JPL), který dokonce poznamenal: „Nepotřebujete se zdržovat s orbitem.prostě zamíříte na Měsíc a když jste dostatečně blízko, tak zapálíte přistávací motory a půjdete rovnou na věc“. JPL obecně zastávala pozici obhájce těch profilů letu, které byly naprosto nevhodné a nebezpečné (LSR) a v jejich případě bylo podporování Direct Ascent spíše krokem kupředu. Způsob přímého letu k Měsíci byl velice prosazovaný a do poslední chvíle byl favoritem jak u mnoha vysoce postavených činitelů NASA, tak i stavitelů obrovských nosičů.
Zásadní nevýhodou přímého letu k Měsíci byla v konečném důsledku technologická náročnost (cena) projektu supernosiče NOVA. Sám Wernher von Braun později inklinoval k další metodě, která připadala v úvahu - EOR (Earth Orbit Rendezvous), neboli setkání na oběžné dráze Země. I přestože připustil, že Direct Ascent je proveditelnou metodou, rozhodně ale ne do konce desetiletí a s přidělenými financemi.

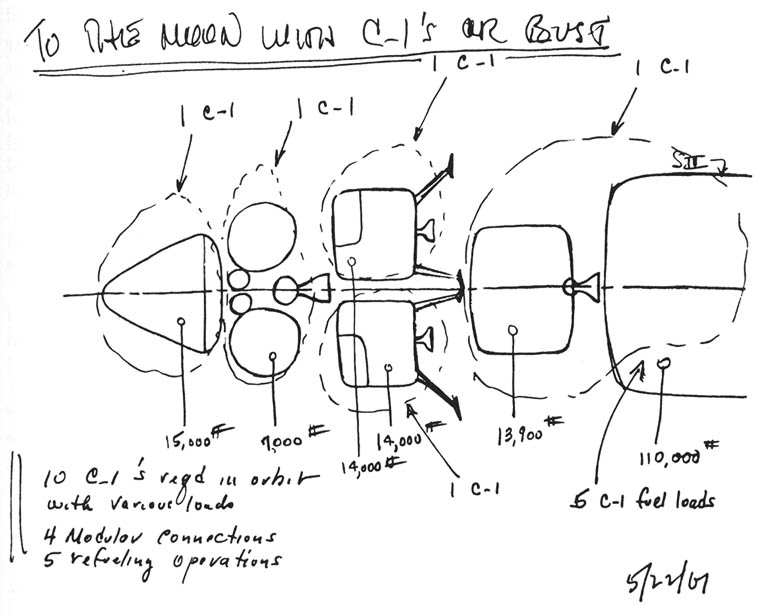
Metoda EOR původně počítala s více než 2 starty. Na tomto náčrtu (1961) je znázorněno dokonce 10 startů menších nosičů řady Saturn C-1 potřebných k sestavení měsíční expedice. 5 Startů připadá pouze na vynesení potřebného paliva pro návrat.

Jedna z metod pro samotné přistání, která připadala v úvahu během Direct Ascent provedení letu k Měsíci, počítala s horizontálním přistáním. Podle konstruktérů by mohl nastat problém s vyvážením vysokého a těžkého přistávacího modulu, který by nesl ještě poslední stupeň rakety Nova s palivem pro návrat. Jako řešení se nabízelo vybavit poslední stupeň rakety ližinami a přistát horizontálně v pozici „na boku“. Výhodou tohoto řešení by byla i relativně nízká poloha kosmické lodi nad terénem, umožňující pohodlnější přístup na povrch. Přistávací plocha by musela být předem velice podrobně rekognoskována pomocí automatických sond Surveyor tak, aby „naslepo“ přistávající modul náhodou nenarazil na nějakou terénní nerovnost.
Samotný způsob provedení přistání byl tedy komplikovaný a zahrnoval velký počet kompromisů, které neumožňovaly navrhnout čistě přistávací modul. Čistě z ekonomických a praktických důvodů, bylo potřeba zvážit další metody a proces to nebyl vůbec jednoduchý. Několik nezávislých komisí zasedlo v rozmezí let 1959-1962, aby rozhodlo o konečném způsobu cesty za novým Americkým snem. Direct Ascent byl s konečnou platností vyřazen z úzkého seznamu kandidátů až 17. července 1962.
Metoda nicméně nebyla zapomenuta a později byla úspěšně využívána programem Surveyor v letech 1966 – 1968. Celkem 7 misí, z nichž 5 bylo úspěšných, mělo zásadní vliv i na úspěch pilotovaných výprav k Měsíci, kdy za pomoci fotografií a měření pomohly poskytnout základní představu o členitosti a vlastnostech povrchu našeho nebeského souputníka.

## Setkání na oběžné dráze Země (EOR)
Werhner von Braun začal postupně upřednostňovat další metodu, která mu byla představena - EOR, neboli Earth Orbit Rendezvous. Výhodou této metody bylo jednoznačně použití menších raket, které již byly v pokročilém stádiu vývoje. Oproti super-nosiči Nova bylo nicméně potřeba počítat se dvěma a více starty v krátké době za sebou. Problém by totiž mohl nastat se spolehlivostí uchovávání pohonných hmot, které nebylo v tu dobu uspokojivě vyřešeno ani na zemi. Průběh mise by byl v zásadě podobný jako v případě Direct Ascent, pouze s tím rozdílem, že by se těžká a rozměrná kosmická loď sestavila nejdříve na oběžné dráze Země a teprve pak se vydala na cestu k Měsíci.

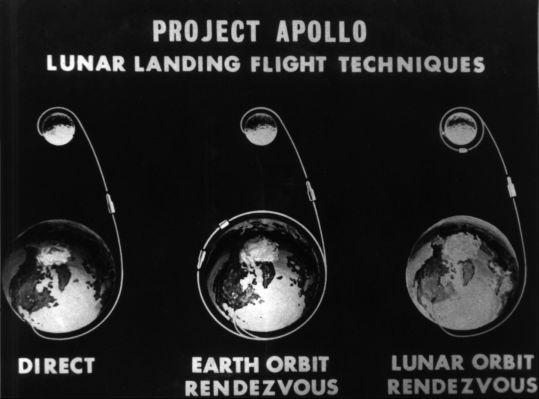

Pro některé inženýry NASA představovalo jakékoliv setkání dvou kosmických těles ve vesmíru, zbytečný a nepraktický hazard, nicméně se jednalo o očividnou cestu, jak vyřadit ze hry mamutí raketu Nova. Pro realizaci nebylo potřeba zainvestovat do jejího vývoje čas a peníze, v tu dobu nereálně vysoké.
Metoda EOR si pomalu ale jistě získávala své zastánce, v čele s jejím největším obhájcem – Werhnerem von Braunem. Na druhou stranu, metoda Direct Ascent byla stále považována alespoň za záložní variantu. Představitelé NASA si byli totiž vědomi toho, že pokud chtějí v budoucnu létat do vesmíru a realizovat složitější operace, bude nezbytné zapojit do kosmického výzkumu i položku „rendezvous“. Bylo nevyhnutelné získat v této oblasti zkušenosti a i v případě, že by pro cestu k měsíci byl zvolen postup Direct Ascent. Padlo tedy rozhodnutí o realizaci, na Měsíci nezávislého, programu zaměřeného na realizaci spojení kosmických lodí na oběžné dráze, který dostal jméno Gemini.